# Алішер Чингізов
Алішер Чингізов (1 січня 1986) — таджицький спортсмен.
Учасник Олімпійських Ігор 2008 року, де в попередніх запливах на дистанції 50 метрів вільним стилем посів 87-ме місце і не потрапив до півфіналів.